# Our House (televisieprogramma)
Our House was een Amerikaanse dramaserie die ging over de familie Witherspoon. De serie liep twee seizoenen, van 1986 tot en met 1988. Het doelpubliek was de gehele familie en om die reden werden veel morele lessen in de afleveringen verwerkt.

## Plotbeschrijving
Gus Witherspoon is een gepensioneerde weduwnaar wiens zoon komt te overlijden. Zijn schoondochter Jessica en drie kleinkinderen Kris, David en Molly trekken bij hem in. Gus heeft echter veel strengere regels voor de kleinkinderen dan zijn zoon had, waardoor Kris, David en Molly het maar moeilijk vinden zich aan te passen.

## Rolverdeling
- Wilford Brimley - Gus Witherspoon
- Deidre Hall - Jessica 'Jessie' Witherspoon
- Shannen Doherty - Kris Witherspoon
- Chad Allen - David Witherspoon
- Keri Houlihan - Molly Witherspoon
- Gerald S. O'Loughlin - Joe Kaplan

## Afleveringen
1. "Home Again" (11 september 1986) - Jessie en haar drie kinderen trekken in bij haar schoonvader Gus. Kris maakt zich zorgen als ze ontdekt dat haar nieuwe school geen vakken heeft die ze nodig heeft om bij de Air Force Academy te komen.
2. "The Money Machine" (14 september 1986) - David krijgt competitie met zijn zaken in de schilderkunst. Jessie neemt een cursus fotografie.
3. "Families and Friends" (21 september 1986) - J.J. Moon (David Huddleston), een vriend van Gus uit de marine, brengt hem een bezoek. Hij veroorzaakt onmiddellijk een chaos.
4. "That Lonesome Old Caboose" (28 september 1986) - Gus denkt dat hij stervende is, maar weigert behandeling te ondergaan tegen diabetes.
5. "The Third Question" (5 oktober 1986) - Ondanks Davids afkeur, gaat Kris op haar eerste afspraakje.
6. "See You in Court" (12 oktober 1986) - Gus moet de jury van een rechtszaak in. Kris neemt haar eerste autorijlessen en wordt aangereden.
7. "Small Steps up a Tall Mountain" (19 oktober 1986) - Gus vertelt over zijn ervaringen met Halloween en gaat met Molly mee om snoep te halen.
8. "Choices" (26 oktober 1986) - Jessie verbiedt Kris naar een rockconcert te gaan. Gus biedt echter aan haar chauffeur te zijn.
9. "First Impressions" (2 november 1986) - Jessie is getuige van een misdaad en ontdekt later dat een van de daders een vriend van Kris is. Kaplan is teleurgesteld wanneer hij niet wordt uitgenodigd voor een uitstapje.
10. "Different Habits" (9 november 1986) - Kris raakt bevriend met een meid met een drankprobleem. David en Molly vinden een tijdcapsule met boodschappen van hun vader.
11. "Off We Go..." (16 november 1986) - Gus probeert te stoppen met het bemoeien met de levens van zijn kleinkinderen. Kris vraagt haar favoriete leraar een aanbevelingsbrief te schrijven naar de Air Force Academy.
12. "Heart of a Dancer" (23 november 1986) - Een rivale van Gus neemt wraak op hem door David lastig te vallen.
13. "Green Christmas" (14 december 1986) - Molly weigert kerstmis te vieren wegens haar vaders dood.
14. "Family Secrets" (4 januari 1987) - David wordt verliefd op een lerares. Jessica's perfecte zus Sheila (Laurie Burton) brengt de familie een bezoek.
15. "A Point of View" (11 januari 1987) - Gus krijgt ruzie met Jessie en Kris. Molly raakt bevriend met een blind meisje, Dana (Heather O'Rourke). David laat bijna het huis afbranden.
16. "The Best Intentions" (18 januari 1987) - Kris biedt aan te babysitten voor haar leraar Toleson (Christopher McDonald) en wordt later beschuldigd van mishandeling. David en Molly proberen het huis op te knappen.
17. "The 100 Year Old Weekend" (1 februari 1987) - Gus daagt de familie uit een weekend lang te leven met middelen die ze enkel 100 jaar geleden ook al hadden.
18. "Past Tense, Future Tense (1)" (8 februari 1987) - Kris wint een reis naar de March Air Force base. David leent stiekem de auto van Gus. Jessie en Molly gaan naar een modeshow.
19. "Past Tense, Future Tense (2)" (15 februari 1987) - Kris wordt verliefd op een jonge piloot. Gus krijgt te maken met zijn vervreemde zoon Ben (William Katt).
20. "Friends" (22 februari 1987) - Gus en zijn vrienden proberen de laatste wens van een onlangs overleden vriend te vervullen. Kris negeert haar gekwetste moeder. David raakt bevriend met een gestreste atlete.
21. "Giving 'em the Business" (1 maart 1987) - Kris' auto wordt verwoest in een diefstal. Ze wordt het slachtoffer van een bedriegende autodealer.
22. "Growing Up, Growing Old" (15 maart 1987) - Kris viert haar zestiende verjaardag. Jessie zorgt voor Mrs. Taft (Anne Haney) nadat zij haar rug bezeert.
23. "The Road out of Briarpatch" (22 maart 1987) - Kris krijgt medelijden met een studente die ze bijles geeft en geeft haar toestemming een kijkje te nemen in een belangrijke toets. Gus raakt geïrriteerd aan een loodgieter.
24. "The Children's Crusade" (3 mei 1987) - Een vriend van Gus ontdekt dat hij een kind heeft waar hij nooit van af wist. Jessie en Kris krijgen ruzie over de jurk voor het opkomende schoolbal.
25. "Sounds from a Silent Clock (1)" (13 september 1987) - Jessie begint te zorgen voor een in de steek gelaten baby. David viert zijn dertiende verjaardag door af te stappen op een meid.
26. "Sounds from a Silent Clock (2)" (20 september 1987) - Omdat een aardbeving de school van David heeft verwoest, krijgt hij nu les van de kerk. Gus zit vast in een lift met de in de steek gelaten baby en een bankier.
27. "A Silent, Fallen Tree" (27 september 1987) - Gus doet vrijwilligerswerk op de school van Kris en is verrast door het gedrag van haar medestudenten.
28. "Dancing in the Dark" (4 oktober 1987) - Kris probeert een hangplek voor tieners die dreigt te sluiten te redden. David spijbelt om te gaan surfen.
29. "The Witherspoon War" (18 oktober 1987) - David filmt een grote ruzie in de familie. Molly vraagt zich af of ze geadopteerd is.
30. "The Haunting" (25 oktober 1987) - David en zijn vrienden gaan op zoek naar geesten in een verlaten huis. Kris en vriendin Nikki (JoAnn Willette) proberen contact te zoeken met een overleden persoon. Gus erft een paard.
31. "Candles and Shadows" (1 november 1987) - Na een ongeluk met de fiets belandt David in een coma. Hierin krijgt hij visioenen van zijn vader (Patrick Duffy).
32. "The Stringtown Treasure" (15 november 1987) - David gaat met vrienden kamperen om een verborgen schat te zoeken. Gus vindt een baan en wordt verliefd op een collega.
33. "They Also Serve" (22 november 1987) - Een nagedachtenis van de oorlog in Vietnam vindt plaats. Kris komt in contact met een sergeant.
34. "Like Father, Like Son" (29 november 1987) - Jessie begint uit te gaan met de basketbalcoach van David (Dennis Cole). Kris' vriendin houdt een geheim voor haar verborgen. Molly denkt dat Kaplan een terminale ziekte heeft.
35. "Sunday's Hero" (6 december 1987) - De familie mag verblijven in het huisje van een professionele footballspeler. Hier ontdekt Gus dat deze speler misschien niet zo geweldig is.
36. "Balance of Power" (10 januari 1988) - Jessie neemt ontslag bij de krant als ze ontdekt dat een collega meer geld verdient. Kris ontmoet haar penvriendin Valerie, maar ontdekt dat dit een jongen is.
37. "Call It a Draw" (17 januari 1988) - Gus wordt bedreigd door de broer van een verdachte van zijn zaak. Kris heeft binnenkort een belangrijk examen.
38. "Finish the Day" (24 januari 1988) - Jessie ontdekt een knobbel in haar borst. Gus en Kris doen mee aan een spelshow.
39. "Two-Beat, Four-Beat" (7 februari 1988) - Zowel David als J.R. (David Mendenhall) worden verliefd op de schooldrumster. Kaplan wordt boos op Gus als hem een lidmaatschap wordt geweigerd.
40. "Trouble in Paradise (1)" (14 februari 1988) - Jessie neemt de kinderen mee op vakantie naar Hawaï. Gus blijft thuis en wordt verliefd.
41. "Trouble in Paradise (2)" (21 februari 1988) - Jessie en Kris wachten op de uitslagen van David. Molly en Bertha (Nicole Dubuc) raken gestrand op een eiland.
42. "Out of Step" (28 februari 1988) - Kris heeft gemengde gevoelens als ze ontdekt dat ze is opgegeven als kandidate voor de leerlingenraad.
43. "The Ashton Street Gang" (6 maart 1988) - David schakelt de hulp van zijn vrienden in om diefstallen tegen te gaan. Kaplan gaat parachute springen.
44. "The Fifth Beatle" (13 maart 1988) - Een bedrieger belooft David en zijn band een deal bij een platenmaatschappij.
45. "Neighborhood Watch" (1 mei 1988) - Gus houdt de buurt in de gaten als deze wordt toegeslagen door dieven. Kris besluit haar online chatmaat te ontmoeten.
46. "Artful Dodging" (8 mei 1988) - Molly wordt uitgenodigd lid te worden van een club. Ze is razend enthousiast, totdat ze ontdekt dat ze hiervoor een diefstal moet plegen.